# Vivien Colober
Vivien Colober, né le 6 octobre 1990 à Rennes, est un kayakiste français pratiquant le slalom.

## Palmarès

### Championnats du monde
- 2011 à Bratislava,  Slovaquie
  -  Médaille d'argent en K1 par équipe

### Championnats d'Europe
- 2011 à La Seu d'Urgell,  Espagne.
  -  Médaille de bronze en K1 par équipe